# ساتوشی هاشیدا
ساتوشی هاشیدا (انگلیسی: Satoshi Hashida؛ زادهٔ ۲۰ دسامبر ۱۹۸۱) بازیکن فوتبال اهل ژاپن است.